# Осман Куленовић
Осман Куленовић (Рајновци код Кулен Вакуфа 15. децембар 1889 — Загреб, 7. јун 1947) био је хрватски политичар и правник.

## Биографија

### Младост
Осман Куленовић се родио 15. децембра 1889. године у Рајновцима код Кулен Вакуфа. Поријеклом води из богате босанске беговске породице. За вријеме гимназијских дана изјашавао се као Хрват, а доласком на Загребачко свеучилиште се прикључује старчевићанцима. На свеучилишту је упознао Анту Павелића. За вријеме аустроугарске владавине био је један од најмлађих заступника у Земаљском сабору Босне и Херцеговине. Право је дипломирао у Бечу 1917. године, затим и докторирао. Почетком двадесетих година 20. вијека, био је котарски предсједник у Котор Варошу, али је због хрватства био смијењен.

### НДХ
Након проглашења Независне Државе Хрватске, на Павелићев позив одлази у Загреб, гдје је 16. априла 1941. године именован за потпредсједника Владе. Почетком маја 1941. године Бања Лука, поред Загреба и Сарајева, постала је једно од главних средишта државе, па је Павелић намјеравао тамо премјестити и друга министарства. У том се циљу потпредсједништво Владе и сели из Загреба у Бању Луку, гдје наставља радити. Куленовић прима странке, обилази босанске градове и међу народом политички дјелује. Павелића Куленовић обавјештава о покољима Срба. Изасланства муслимана је предводио на састанцима са Павелићем. Послије три мјесеца је поднио оставку, коју је Павелић усвојио тек у јесен, именовавши на дужност потпредсједника његовог брата Џафера (а Потпредсједништво Владе је од новембра опет враћено у Загреб). Куленовић је био у изасланству НДХ у Риму, гдје су 18. маја 1941. године Павелић и Бенито Мусолини потписали Римске уговоре.
У новембру 1941. године је постављен за посланика и опуномоћеног подвладоносца у министарству спољашњих послова НДХ. Био је на прослави годишњице НДХ 1942. и на дочеку Великог муфтије Јерисалима Мухамеда Амина ел Хусеинија у мају 1943. године, након чега је пензионисан. Од тада, па до краја рата је живио у Загребу.

### Слом НДХ и смрт
Из Загреба је кренуо 6. маја 1945. године с осталим дужносницима НДХ у Аустрију. Предали су се британским војним властима, који су их смјестили у заробљенички логор. Осим Куленовића, међу 130 високих званичника НДХ били су и Миле Будак, Адемага Мешић, Павао Цанки, Јулије Маканец и други. Њих је британска војна полиција увјерила како ће бити пребачени у Италију, али ипак су у Розенбау на жељезничкој станици укрцани у воз и 10. октобра 1946. године били изручени југословенским властима. У Загребу је са скупином званичника НДХ, на челу са Славком Кватерником, осуђен на смрт.